# Ульф Лавец
Ульф Ерлінг Гюнтер Лавец (дан. Ulf Erling Gunther Lawaetz; 5 листопада 1916, Копенгаген — 2 травня 2002, Копенгаген) — німецький офіцер-підводник данського походження, оберлейтенант-цур-зее крігсмаріне.

## Біографія
Син данського інженера, який працював на німецьких верфях, і його дружини-німкені. Розпочав військово-морську підготовку в Королівському флоті Данії, але в 1937 році, через 3 роки після смерті матері, йому довелося обирати між данським підданством та німецьким громадянством. Лавец вибрав німецьке громадянство і вступив в крігсмаріне.
В листопаді 1939 року був призначений на есмінець «Ганс Людеманн». Учасник битви за Нарвік, під час якої есмінець був знищений, після чого брав участь у боях на узбережжі. З вересня 1941 по квітень 1942 року пройшов курс підводника, після чого був призначений 1-м вахтовим офіцером підводного човна U-564. Взяв участь у трьох походах (понад 200 днів у морі). В січні-квітні 1943 року пройшов курс командира підводного човна і ознайомився з будовою підводних човнів типу VIIC, які будувались в Гамбурзі. З 6 квітня 1943 року — командир U-672. Протягом наступних семи місяців Лавец готував екіпаж і човен до першого походу, після чого здійснив 4 походи (160 днів у морі). 18 липня 1944 року U-672 був потоплений британським кораблем ескорту «Бальфур». Всі 52 члени екіпажу вижили і потрапили в полон.
В грудні 1945 року звільнений і переїхав в Бунде, де працював перекладачем, а згодом очолив сигарну фабрику.

## Звання
- Кандидат в офіцери (9 жовтня 1937)
- Морський кадет (28 червня 1938)
- Фенріх-цур-зее (1 квітня 1939)
- Оберфенріх-цур-зее (1 березня 1940)
- Лейтенант-цур-зее (1 травня 1940)
- Оберлейтенант-цур-зее (1 квітня 1942)